# 腎臓学

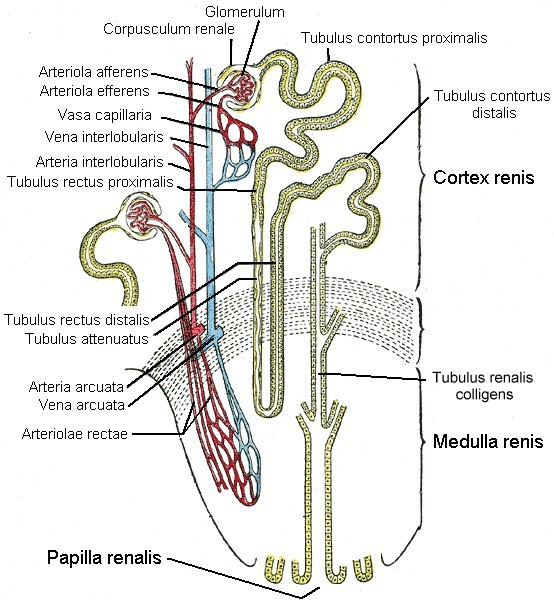
腎臓とネフロン（糸球体）

腎臓学（じんぞうがく、英語: nephrology）は、腎臓・尿路系の疾患を中心に診療・研究する内科学から発展していった医学の一分野。
腎臓の疾患は、一般的には「腎臓内科」（じんぞうないか）という腎臓に特化した専門医が診察・治療する。
同じ領域を扱う外科学の分野として泌尿器科学がある。

## 歴史
18世紀までの西洋伝統医学にも腎臓病の名称はあったが、腎臓の疾患とは限らなかった。
19世紀初め頃からの病理解剖学の進歩によって、腎臓の病変による腎臓病が発見された。19世紀後半の顕微鏡を用いた組織学と実験的な生理学の進歩により、腎臓の構造と機能が明らかになった。19世紀後半から腎臓疾患の病理組織学的な診断が可能になった。
20世紀後半から腎生検や病理診断技術の進歩により、腎臓病の診断・治療は大きく発展した。

## 症候
- 血尿 - 尿に血液が混じる症状。
- 無尿または乏尿 - 尿が出ない症状または尿量が極端に少ない症状。
- 多尿 - 尿量が多い症状。頻尿とは違う概念。
- 頻尿 - 高齢者に多い症状。特に高齢者に多く起こり夜間に尿の回数が多くなる症状。
- 夜間尿（やかんにょう）は、夜間に出る尿。排尿のために夜間に頻繁に起きる。失禁とは独立した概念。
  - 病態
糸球体濾過（ろか）を経た尿を原尿と言う。糸球体では昼夜問わず血液の濾過（ろか）が行われるので、原尿は昼夜を問わず生成される。夜間は尿細管で原尿の中から水分を多めに再吸収する事で尿を濃縮している。腎臓が尿を濃縮する力を腎濃縮力と言う。腎濃縮力が正常であれば、原尿を充分濃縮して朝まで排尿をせずに居られる。しかし腎濃縮力が低下していると原尿が濃縮されずに膀胱に溜まるため、夜間尿を呈する。
- タンパク尿
  - 生理的タンパク尿 - 生理的タンパク尿は病的でない健常者に見られるタンパク尿。
  - 病的タンパク尿 - 病的タンパク尿は何らかの病気によって見られるタンパク尿。
- 腎不全
  - 急性腎不全 - 数時間から数週間の短い期間で腎臓機能が低下する腎不全で、腎臓機能の回復の見込みがある。
  - 慢性腎不全 - 数カ月から数十年の長い期間をかけて腎臓機能が低下する腎不全で、腎臓機能の回復の見込みがない。

- 糖尿病が悪化すると慢性腎不全の合併症である糖尿病性腎症を起こす場合もある。

### 治療
- 慢性腎不全で腎臓の機能が著しく低下した患者は、人工透析や腎臓移植の治療を受けないと生きていくことができない。

## 検査

### 腎臓針生体検査
腎生検（じんせいけん、腎臓針生検、腎針生検）は、腎臓に中空の針を刺して組織を抜き取り、顕微鏡で調べる病理学検査。
- 方法
肋骨椎体角部(Costo-Vertebral Angle:以下CVA)に腎生検用の針を刺す。まずCVAを皮膚消毒する。次に無菌のビニール袋を被せた超音波検査装置のプローブで腎臓の位置を調べる。プローブのソケットに針ガイドがついていて、局所麻酔を注射する。麻酔針と腎生検用針をとりかえて、超音波ガイド下に生検針を腎臓付近まで進める。腎臓付近まで生検針を進めたら、引き金を引いて検体採取用の針を発射し、針を抜いて圧迫止血する。これを3～6回繰り替えす。
- 痛み
麻酔針を刺すときに多少の痛みがあるが、それ以外の痛みは殆どない。むしろ検査後、長時間にわたる安静臥床によって起こる腰痛が苦しい。
- 合併症
  - 腎被膜下血腫
腎被膜下血腫は、腎臓の皮膜の内側に血液が溜まる事。圧迫止血が充分でないと起こる。皮膜が伸展されると痛い。出血がコントロールできず、後腹膜血腫に至る場合がある。検査後の輸血等の処置が必要となる可能性は1人/1000人前後。検査による死亡は1人/15000人と言われている。

### 糸球体濾過量
糸球体濾過量（しきゅうたいろかりょう、GFR）は、糸球体が濾過した原尿の量。基準値は100～120ml/分。糸球体濾過量を測定の指標物質には、人体に無害であり、体内にトラップされることなく糸球体で濾過され、濾過後は尿細管で何ら分泌再吸収されない、等の性質が求められる。糸球体濾過量を測定する検査には以下の物がある。
- イヌリンクリアランス
イヌリンは、人体に無害であり、体内にトラップされることなく糸球体で濾過され、濾過後は尿細管で何ら分泌再吸収されない。この性質の為に、糸球体濾過量を測定するのに都合がよい。しかし生体内に存在しない物質なので、静脈注射とその後の体内への均等な分配を待つ必要があり、検査として不便。
- クレアチニンクリアランス(Ccr、CLcr)
- シスタチンC (CysC, Cys-C)

### 腎血流量
腎臓の血流量を腎血流量(RBF)と言う。腎血流量を調べる検査として以下のものがあげられる。
- レノグラム（レノグラフィ、renogram）
レノグラムは、腎血流量を計る検査。
  - 原理
放射線標識したMAG3等が近位尿細管から分泌される事を用いて、腎血漿流量(RPF)を測定することにより、腎血流量を求める。
  - 方法
標識物質として99mTc-MAG3等を用いる。

## 糸球体病変
糸球体病変では血尿の場合、尿沈さ鏡検で、赤血球に破壊、変形が見られる。

### 主にネフローゼを示す糸球体病変
- ネフローゼ症候群
- 微小変化群(MC)
- 巣状糸球体硬化症(FGS)(ICD-10: N05.1)
- 膜性腎症(MN)
- 膜性増殖性糸球体腎炎(MPGN)
  - 原因
    - 四日熱マラリア、等。

  - 検査
    - 血清免疫学検査
血清補体価低値
    - 腎臓針生体検査
      - 光学顕微鏡
メサンギウム領域の基質・細胞増殖と、糸球体基底膜の二重化（メサンギウム細胞の嵌入による）が見られる。蛍光抗体法では、基底膜・メサンギウム領域にC3、IgM、IgGの沈着が見られる。

  - 治療
薬物療法としてステロイドを投与する。
- 糖尿病性腎症 - 糖尿病で血糖値の高い状態が10年以上続くと、動脈硬化症が進行して、腎臓に疾患が及ぶとタンパク尿やネフローゼ症候群などを経て慢性腎不全に至る。

### 糸球体腎炎
- 感染後急性糸球体腎炎(PSAGN)
  - 原因
    - A群β溶連菌感染。感染後約2週間後に腎症が発症するため、この感染の事を先行感染と言う。

  - 症状
    - 発熱等の先行感染症状から2週間ほど経ってから、腎症が発症する。腎症の三大主徴は、肉眼的血尿、浮腫、高血圧である。他にタンパク尿、乏尿も見られる。

  - 検査
    - 血清免疫学検査
急性期には血清補体価は低値を示す。
    - 血清免疫学検査
溶連菌感染によって血清ASO高値を示す。また、病態に応じて血清補体価の低下が見られる。
    - 腎生検
      - 蛍光C3抗体染色
糸球体係蹄に沿って沈着が見られる。この半円状の沈着をlinear patternと言う。

  - 診断
病期は乏尿期、利尿期、回復期と言う経過を取る。
  - 治療
    - 乏尿期には安静臥床とする。
      - 食事療法
        - 水分
水分は「前日の尿量+不感蒸泄」とする。
        - 塩分
浮腫の増悪予防のために、3~5g/日とする。

      - 薬物療法
薬物療法は対症療法的に用いる。
- 急速進行性糸球体腎炎(RPGN)
  - 原因
基礎疾患として、急性糸球体腎炎、紫斑病性腎炎、ループス腎炎、ウェゲナー肉芽腫症、血管炎等が挙げられる。
  - 検査
    - 腎臓生体針検査
半月体が見られる。
- 慢性糸球体腎炎
- IgA腎症
- 低形成腎

## 間質性病変
- 間質性腎炎

## 尿細管病変
- 黄疸出血性レプトスピラ症
タンパク尿を呈する。
- 尿細管性アシドーシス(RTA)
  - I型尿細管性アシドーシス（遠位尿細管性アシドーシス）
    - 原因
シェーグレン症候群、等。
    - 病態
遠位尿細管では水素イオンの排泄が行われ、これが損なわれると遠位尿細管性アシドーシスになる。
    - 統計
原因はシェーグレン症候群が多い。

  - II型尿細管性アシドーシス（近位尿細管性アシドーシス）
    - 病態
近位尿細管では炭酸水素イオンの再吸収が行われ、これが損なわれると近位尿細管性アシドーシスになる。

  - IV型尿細管性アシドーシス（高カリウム型尿細管性アシドーシス）
    - 病態
遠位尿細管で水素イオンを排泄するポンプは鉱質コルチコイドによって活性化されるので、鉱質コルチコイド作用が低下すると遠位尿細管性アシドーシスになる。これを特に高カリウム型尿細管性アシドーシスと言う。
- バーター症候群
- リドル症候群

## 嚢胞性病変
- 常染色体性優性多発性嚢胞腎（成人型）
- 常染色体性劣性多発性嚢胞腎（小児型）
- 髄質海綿腎
- 結節性硬化症
- フォン・ヒッペル・リンドウ病

## 全身の病変
- 透析アミロイドーシス
  - 原因
長期にわたり透析を受けている末期腎不全患者において透析では十分には除去できないβ2ミクログロブリンなどのタンパク質からアミロイドが形成され、軟部組織などに沈着することで起こる。
  - 症状
手根管症候群など多彩な症状を呈する
  - 治療と対策
現時点では沈着したアミロイドを取り除く有効な手段はなく、治療は手根管症候群に対する手術など対症療法にとどまる。予防や進行を遅らせるための対策として、よりβ2ミクログロブリンを除去できる透析膜の使用や、血液透析から血液濾過透析への移行などが行われている。
  - 注意
アミロイド腎症は全身性のアミロイドーシスのため腎臓がおかされた状態の事であり、透析アミロイドーシスとは全く概念が異なる。
- 溶血性尿毒症症候群(HUS)
  - 原因
病原性大腸菌（O157など）の感染による。
  - 症状
三大徴候は、急性腎不全、溶血性貧血、血小板減少。

### 透析骨症
- 腎性骨異栄養症
  - 検査
    - X線写真
      - 塩胡椒（salt & peppar）
      - ラガージャージ
- アルミニウム骨症
- アミロイド骨症

## 血管の病変
- 腎血管性高血圧症

## 治療

### 人工透析
- 人工透析には、腹膜透析と血液透析の2種類がある。
  - 腹膜透析 - 人の腹部の腹膜を、液体や溶解した物質が血液と交換される膜として使用する人工透析の治療法。
  - 血液透析 - 腎不全で腎臓の機能が著しく低下した患者に実施する医療行為（処置）の一つで、腎臓の機能を人工的に代替することである。単に透析（とうせき）とも呼ばれる。病院や診療所（透析クリニック）などの医療機関で医師や看護師や臨床工学技士などの医療従事者によって実施される治療法。

### 腎移植
- 腎移植 - 末期腎不全患者に対する腎臓の臓器移植のこと。腎臓移植（じんぞういしょく）とも言われる。末期腎不全患者における血液透析、腹膜透析に替わる治療法の一つ。

### iPS細胞による腎臓の再生および患者への移植に向けての始動
2018年8月、東京慈恵会医科大学、熊本大学、明治大学は共同で、iPS細胞を用いた腎臓の再生治療についての臨床研究の実施を文部科学省に申請した。これはiPS細胞から腎臓の元となるネフロン前駆細胞を作成し腎臓へと育て、人工透析患者に移植することを目指すものである。これまで動物実験段階では腎臓の再生および移植は実現していたが、臨床への応用は嚆矢である。